# ۸۱۰ (قمری)
۸۱۰ (قمری)، هشتصد و دهمین سال در گاهشماری هجری قمری است. اول محرم این سال برابر با هفدهم ژوئن سال ۱۴۰۷ میلادی است.